# PGC 44691

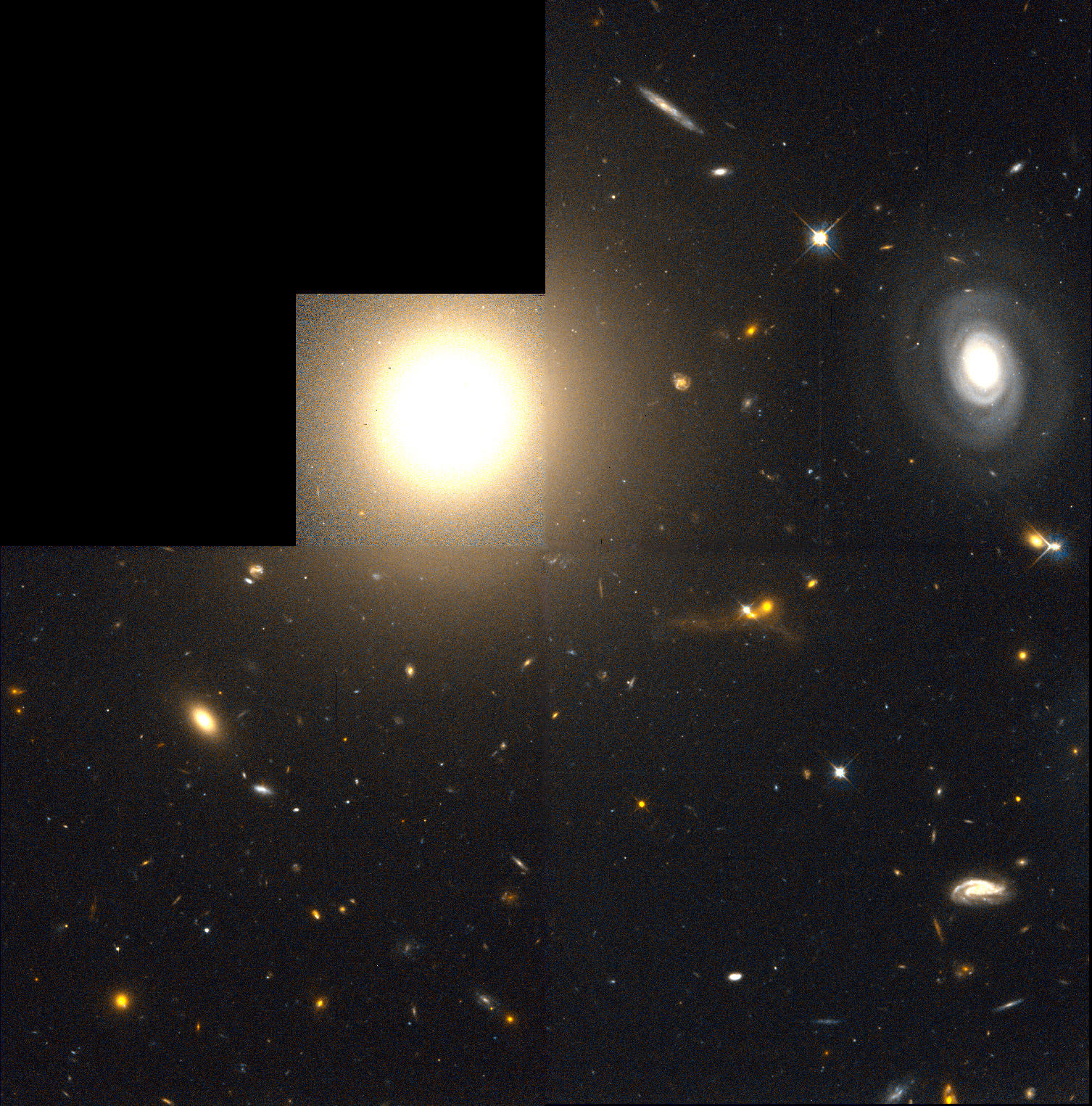
Изображение HST галактик NGC 4881 (в центре) и PGC 44691 (справа).

PGC 44691 — это спиральная галактика, расположенная на расстоянии около 350 миллионов световых лет от Земли в созвездии Волосы Вероники. PGC 44691 принадлежит к скоплению галактик, известному как Скопление Волос Вероники. В 1994 году космический телескоп Хаббл наблюдал за PGC 44691 и близлежащей эллиптической галактикой NGC 4881, чтобы определить расстояние до Скоплении Вероники.